# قلعه تپه پرو
قلعه تپه پرو مربوط به دوران پیش از تاریخ ایران باستان است و در شهرستان شاهرود، بخش بسطام، روستای پرو واقع شده و این اثر در تاریخ ۱۰ دی ۱۳۸۱ با شمارهٔ ثبت ۶۵۸۵ به‌عنوان یکی از آثار ملی ایران به ثبت رسیده است.